# پوندوک آرن
پوندوک آرن (اندونزیایی: Pondok Aren) شهری در استان بانتن کشور اندونزی است. جمعیت این شهر بر اساس سرشماری سال ۱۹۹۰ میلادی، ۹۲٫۶۷۴ نفر و بر اساس سرشماری سال ۲۰۰۰ میلادی، ۱۵۱٫۷۶۸ بوده که در سال ۲۰۰۷ میلادی به ۲۰۸٫۱۸۶ نفر افزایش یافته‌است.